# Ventilation: Da LP
Ventilation: Da LP è l'unico album da solista di Phife Dawg. Le recensioni per l'album sono state miste. Anche se l'album non è stato un successo commerciale, i singoli "Bend Ova" e "Flawless" erano hit minori. L'album è ormai fuori stampa.

## Elenco
| #  | Titolo                           | Featured Guest(s) | Produttore                | Lunghezza | Campioni                                     |
| -- | -------------------------------- | ----------------- | ------------------------- | --------- | -------------------------------------------- |
| 1  | Intro (feat. JUS)                | JUS               | Allah Ricks & Jason Chung | 1:27      |                                              |
| 2  | Flawless                         |                   | Hi-Tek                    | 3:20      |                                              |
| 3  | Alphabet Soup                    |                   | Hi-Tek                    | 4:06      | *"Dance the Kung-Fu" by Carl Douglas         |
| 4  | Miscellaneous                    |                   | Supa Dave West            | 3:23      |                                              |
| 5  | D.R.U.G.S.                       | Hi-Tek            | Hi-Tek                    | 4:45      | *"I Used To Love H.E.R." by Common           |
| 6  | Tha Club Hoppa                   |                   | Rick Rock                 | 4:12      | *"Somethin' Funky" by Big Daddy Kane         |
| 7  | Lemme Find Out (feat. Pete Rock) | Pete Rock         | Pete Rock                 | 4:37      | *"Don't Let Up" by Olympic Runners           |
| 8  | Bend Ova                         |                   | Jay Dee                   | 5:32      | *"Canto De Ossanha" by Dorothy Ashby         |
| 9  | Beats, Rhymes and Phife          | Supa Dave West    | Hi-Tek                    | 3:27      | *"Legend in His Own Mind" by Gil-Scott Heron |
| 10 | Ventilation                      |                   | Fredwreck                 | 4:36      |                                              |
| 11 | 4 Horsemen (192 N' It)           | Lo, Bay and Snag  | Jay Dee                   | 4:21      | *"Edges of Illusion" by John Surman          |
| 12 | Melody Adonis                    |                   | Pete Rock                 | 4:29      |                                              |
| 13 | Outro                            | JUS               | Allah Ricks & Jason Chung | 0:38      |                                              |

## Posizioni nella tabella
| Grafico (2000)                        | Peak position |
| ------------------------------------- | ------------- |
| U.S. Billboard 200                    | 175           |
| U.S. Billboard Top Heatseekers        | 8             |
| U.S. Billboard Top Independent Albums | 35            |
| U.S. Billboard Top R&B/Hip-Hop Albums | 31            |